# Replicón
Se conoce como replicón a la unidad de ADN o ARN en la cual ocurre un acto individual de replicación. 

## Introducción
Cada replicón dispara solo una vez en cada ciclo celular. El replicón debe poseer los elementos de control necesarios para la replicación. Tiene un origen en el cual se inicia la replicación y puede o no tener un sitio de terminación. Las bacterias y arqueobacterias pueden contener información genética adicional en forma de plásmidos, cada plásmido representaría un replicón.

## Origen del replicón
La replicación inicia en un origen al separarse la doble hebra de ADN, al microscopio electrónico se observa una burbuja de replicación dentro de ADN no replicado. El punto en el cual la replicación ocurre es llamado horquilla de replicación o punto de crecimiento. El origen puede ser usado para iniciar una replicación unidireccional o bidireccional dependiendo si se forman una o dos horquillas de replicación. Al microscopio electrónico no es posible distinguir entre una replicación unidireccional y una bidireccional, en ambos casos se observa una estructura en forma de la letra griega teta. En la mayoría de las cadenas circulares de ADN la replicación es bidireccional. Una consecuencia importante de la estructura circular es que la replicación puede generar dos cromosomas encadenados.  

## Replicón del genoma bacteriano
El genoma de E. Coli se replica de manera bidireccional desde un sitio único en el locus oriC. Dos horquillas de replicación surgen del sitio oriC y se mueven alrededor del genoma. El iniciador de la replicación es la proteína DnaA que se une a múltiples regiones llamadas cajas DnaA en el sitio oriC. La dnaA es una proteína de unión a ATP y su unión con el ADN se regula dependiendo si se une ATP, ADP o ningún nucleótido. 
Uno de los mecanismos por los cuales se controla la actividad del origen del replicón es mediante la metilación del ADN. El oriC de la bacteria E. Coli contiene 11 copias de la secuencia GATC/CTAG el cual es un blanco para metilación en la posición N6 de la adenina por la enzima Dam metilasa. 
Antes de la replicación el sitio palindrómico se metila en las adeninas de cada hebra. A través de la replicación se insertan las bases no modificadas a las hebras hijas. Esto genera ADN hemimetilado en el cual se aprecia una hebra metilada y una hebra no metilada. La habilidad de un plásmido dependiente de oriC de replicarse depende de su estado de metilación. Si el plásmido se encuentra metilado, es sometido a una sola ronda de replicación lo que ocasiona que los productos hemimetilados se acumulen. El sitio GATC/CTAG puede permanecer hemimetilado alrededor de 13 minutos. 

## Inicio del replicón
El inicio de la replicación en E. coli requiere varias actividades sucesivas:
1. La síntesis de proteínas es necesaria para sintetizar la proteína dnaA. A esta proteína se le conoce como el factor de licencia que debe sintetizarse de novo por cada ronda de replicación.
2. Uno de los dos genes que flanquean a oriC deben ser transcritos. Esta apertura de la doble cadena ayuda a la proteína dnaA para abrir el sitio de origen.
3. La síntesis de membrana debe estar conservada. Fármacos como la penicilina que inhiben la síntesis de la pared bacteriana también bloquean el inicio de la replicación.

El inicio del replicón en oriC inicia con la formación de un complejo que ulteriormente requiere seis proteínas: dnaA, dnaB, dnaC, HUgyrasa y SSB. De las seis proteínas, la dnaA es la única involucrada en el inicio del replicón. El móvil para el inicio después de la apertura del origen lo proveen la dnaB y la helicasa. Estos eventos solo ocurren si el sitio de origen se encuentra completamente metilado en ambas cadenas.
La primera etapa en la formación del replicón es la unión del complejo dnaA-ATP al sitio oriC. El complejo dnaA-atp realiza actividad de atpasa al entrar en contacto con los fosfolípidos de la membrana interna y en presencia de adn de cadena simple. Cuando el origen se abre, el complejo dnaA-ATP pasa a dnaA-ADP, se inactiva y previene el reinicio de la replicación. 
La apertura del sitio oriC involucra la acción de dos tipos de secuencia en el origen: repetidos de 9 pares de bases y de 13 pares de bases. Ambos repetidos definen los límites del origen que debe tener como mínimo 245 pares de bases.  
A la derecha del sitio oriC se encuentran 4 repetidos de 9 pares de bases que proveen el sitio de unión inicial para el complejo dnaA-ATP. Complejos de dnaA-ATP se aglomeran un núcleo central helicoidal alrededor del cual el ADN de oriC se envuelve. el complejo dnaA-ATP actúa en un grupo de repetidos de AT a la izquierda del sitio oriC. Al activarse, la dnA-ATP sufre un cambio conformacional que abre la cadena de DNA en oriC y lo estabiliza.   
- Datos: Q1720369